# Drift (projekt Underworld)
Drift – projekt muzyczno-wizualny zespołu Underworld, zapoczątkowany 1 listopada 2018 roku jako seria nagrań audio i wideo publikowanych online co tydzień przez 52 tygodnie. Składał się z 5 części (Episodes): Dust, Atom, Heart, Space i Game. W realizacji przedsięwzięcia uczestniczyli zaproszeni muzycy, w tym DJ i producent Ø [Phase] oraz australijski eksperymentalny zespół The Necks.

## Historia i założenia
1 listopada 2018 roku zespół Underworld zapoczątkował projekt muzyczno-wizualny Drift Series 1, którego założeniem było wydawanie nowego materiału co tydzień przez 52 tygodnie.
Rick Smith w wywiadzie dla tygodnika Billboard tak wyjaśniał motywy podjęcia tego projektu:

To była odrobina szaleństwa, które wydawało się mieć sens. Potrzebowaliśmy tego rodzaju presji i skupienia, aby przyspieszyć naszą twórczość, naszą naukę, naszą komunikację, aby wzmocnić to wszystko – sposób, w jaki komunikujemy się ze światem, aby nie być tak zamkniętymi.

W innym wywiadzie, dla magazynu Torture the Artist, Karl Hyde stwierdził, iż obaj z Rickiem Smithem rozpoczynając projekt Drift zdecydowali się odejść od koncepcji tradycyjnego albumu, którego produkcja w ich przypadku zajmowała trzy lata. Tym razem postawili na internet i zespół produkcyjny Tomato (którego sami są częścią). Przyjęcie takiej koncepcji umożliwiło im szybkie docieranie do globalnej publiczności, a świadomość, że wielu odbiorców słyszy to, co powstaje dzięki projektowi Drift, dawała im o wiele większą elastyczność w działalności na żywo oraz możliwość dostosowania występów do różnych rodzajów festiwali, zwłaszcza kiedy musieli grać kilka nocy w tym samym miejscu. Wszystko to razem sprawiło, iż tworzyli dużo więcej materiału muzycznego, niż w przypadku sesji nagraniowej pojedynczego albumu.
Projekt Drift rozpoczął się jako eksperymentalna podróż bez określonego celu. Podczas tej podróży Karl Hyde i Rick Smith zatrzymali się w szopie dla świń w Essex, na torze Rockingham Speedway, w pokoju hotelowym w Reykjavíku, w studiach AIR i na serii małych koncertów w Amsterdamie, Manchesterze i Londynie. Później doszły koncerty w różnych miejscach na świecie, w tym w Sydney Opera House (cztery wieczory) i w Ameryce Północnej.

## Nazwa
Nazwa Drift wzięła się od pasji do wyścigów samochodowych typu drift, jaką przejawiał Haydn Cruickshank, projektant oświetlenia współpracujący z Underworld. Pasja ta okazała się na tyle zaraźliwa, że kiedy Rick Smith szukał inspiracji do nazwy projektu, wybór padł właśnie na „drift”. Z czasem obaj muzycy bliżej zainteresowali się tym sportem zawierając znajomości z biorącymi w nim udział zawodnikami.

### Episode 1: Dust
Pomiędzy listopadem a początkiem grudnia 2018 roku powstawały nowe kompozycje i filmy, które zespół udostępniał za pośrednictwem swojej strony internetowej underworldlive.com. Wszystkie czwartkowe edycje zostały rozszerzone i rozwinięte i połączone w jedną historię opowiedzianą przy pomocy muzyki, filmu i tekstu i wydaną 6 grudnia za pośrednictwem wszystkich głównych platform streamingowych w formie digital download pod tytułem Drift Episode 1: Dust. W realizacji odcinka z zespołem współpracowali DJ i producent Ø [Phase] oraz australijski eksperymentalny zespół The Necks. Wśród utworów znalazł się jeden stworzony w ramach projektu Manchester Street Poem. Muzycznie Dust oscylował między techno, acid techno i ambient.

#### Lista utworów
Lista według Discogs:
| 1. | Underworld – Intro (BYTWB)                 | 0:29  |
|    |                                            |       |
| 2. | Underworld – Universe Of Can When Back     | 6:04  |
|    |                                            |       |
| 3. | Underworld & Ø [Phase] – Dexters Chalk     | 5:01  |
|    |                                            |       |
| 4. | Underworld – Another Silent Way            | 5:27  |
|    |                                            |       |
| 5. | Underworld – Low Between Zebras            | 2:57  |
|    |                                            |       |
| 6. | Underworld & The Necks – A Very Silent Way | 10:31 |
|    |                                            |       |
|    |                                            | 30:29 |
|    |                                            |       |

### Episode 2: Atom
Zawartość tego odcinka stanowią: minimalistyczny, utrzymany w stylu hipnotycznego techno „Appleshine”, po którym następują: pastoralny „Molehill”, 15-minutowy, utrzymany w klimacie analogowej muzyki maszynowej „Threat of Rain”, „Brussels” i elektroniczno-karnawałowy, nowoorleański „Soniamode”. Przy realizacji tego utworu z zespołem współpracował felietonista dziennika The Guardian, Aditya Chakrabortty. Całość wieńczy 47-minutowy, nagrany z The Necks „Appleshine Continuum”.

#### Lista utworów
Lista według Discogs:
| 1. | Underworld – Appleshine (Film Edit)           | 9:40    |
|    |                                               |         |
| 2. | Underworld – Molehill                         | 5:35    |
|    |                                               |         |
| 3. | Underworld – Threat Of Rain                   | 14:50   |
|    |                                               |         |
| 4. | Underworld – Brussels                         | 4:18    |
|    |                                               |         |
| 5. | Underworld – Soniamode                        | 3:30    |
|    |                                               |         |
| 6. | Underworld & The Necks – Appleshine Continuum | 47:17   |
|    |                                               |         |
|    |                                               | 1:25:10 |
|    |                                               |         |

### Episode 3: Heart
Na ten odcinek projektu złożyło się 5 utworów: „Dune”, „Custard Speedtalk”, „This Must Be Drum Street”, „Pinetum” i „Poet Cat. Muzycznie odcinek ten charakteryzuje hiper przestrzenny soul, wielkomiejskie electro, ciężkie, perkusyjne techno i fragmenty transmisji radiowych.

#### Lista utworów
Lista według Discogs:
| 1. | Underworld – Dune                     | 10:32 |
|    |                                       |       |
| 2. | Underworld – Custard Speedtalk        | 9:43  |
|    |                                       |       |
| 3. | Underworld – This Must Be Drum Street | 5:55  |
|    |                                       |       |
| 4. | Underworld – Pinetum                  | 12:09 |
|    |                                       |       |
| 5. | Underworld – Poet Cat                 | 5:40  |
|    |                                       |       |
|    |                                       | 43:59 |
|    |                                       |       |

### Episode 4: Space
6 utworów, tworzących ten odcinek: „Listen To Their No”, „Schiphol Test”, „Hundred Weight Hammer”, „Doris”, „Altitude Dub” i „Border Country”, (zrealizowany we współpracy z Ø [Phase]) jest utrzymanych w klimacie techno, dubu i sugestywnego ambientu. Według założeń twórców miała to być „muzyka na pola, muzyka do namiotów i na słuchawki; muzyka, w której można się zatracić”.

#### Lista utworów
Lista według Discogs:
| 1. | Underworld – Listen To Their No        | 5:48  |
|    |                                        |       |
| 2. | Underworld – Schiphol Test             | 8:34  |
|    |                                        |       |
| 3. | Underworld – Hundred Weight Hammer     | 4:15  |
|    |                                        |       |
| 4. | Underworld – Doris                     | 4:27  |
|    |                                        |       |
| 5. | Underworld – Altitude Dub              | 8:10  |
|    |                                        |       |
| 6. | Underworld, Ø [Phase] – Border Country | 6:56  |
|    |                                        |       |
|    |                                        | 38:10 |
|    |                                        |       |

### Episode 5: Game
Ostatni, piąty odcinek projektu, Game, zawiera 6 utworów: „Toluca Stars” (nawiązujący tytułem do miejsca powstania, miasta Toluca w Meksyku), „Mile Bush Pride”, „Imagine A Box”, „Tree And Two Chairs”, „Give Me The Room” (we współpracy z Ø [Phase]) i „S T A R”. Według twórców Game ma być „znakiem drogowym, który wskazuje na przyszłość”.

#### Lista utworów
Lista według Discogs:
| 1. | Underworld – Toluca Stars (Film Edit)        | 10:19 |
|    |                                              |       |
| 2. | Underworld – Mile Bush Pride                 | 1:35  |
|    |                                              |       |
| 3. | Underworld – Imagine A Box                   | 6:03  |
|    |                                              |       |
| 4. | Underworld – Tree And Two Chairs (Film Edit) | 13:32 |
|    |                                              |       |
| 5. | Underworld, Ø [Phase] – Give Me The Room     | 9:25  |
|    |                                              |       |
| 6. | Underworld – S T A R                         | 3:37  |
|    |                                              |       |
|    |                                              | 44:31 |
|    |                                              |       |

## Drift Series 1
Drift Series 1 – dziesiąty album studyjny Underworld, wydany 1 listopada 2019 roku jako digital download i 22 listopada jako box set.
Album doszedł do 3. miejsca na liście UK Dance Albums.

### Wydania
Album Drift Series 1 wydany został 52 tygodnie po zapoczątkowaniu projektu Drift i jest zbiorem wizjonerskich dokonań Underworld z tego okresu, który zawiera utwory muzyczne i filmy, które przekraczają granice gatunków i kontynentów, tworzone w pokojach hotelowych, kuchniach, autobusach turystycznych, samochodach i studiach. Niektóre z utworów zespół zrealizował we współpracy z zaproszonymi producentami techno i muzykami z innych krajów.
1 listopada 2019 roku album został wydany w Wielkiej Brytanii, Europie i w Stanach Zjednoczonych jako digital download (40 plików FLAC) nakładem Smith Hyde Productions. W tym samym dniu wydany został również (jako podwójny LP) album-sampler Drift Series 1 – Sampler Edition. 22 listopada został wydany w Wielkiej Brytanii i Europie nakładem Caroline International jako box set, na który złożyło się 6 płyt CD, CD sampler (wydany wcześniej jako samodzielna płyta) oraz płyta Blu-ray z filmami.

### Lista utworów

#### Drift Series 1 – Sampler Edition
Lista według Discogs:
| 1-1. | Underworld – Another Silent Way                                     | 5:32    |
|      |                                                                     |         |
| 1-2. | Underworld & Ø [Phase] – Dexters Chalk                              | 5:24    |
|      |                                                                     |         |
| 1-3. | Underworld – Low Between Zebras                                     | 2:59    |
|      |                                                                     |         |
| 1-4. | Underworld – Universe Of Can When Back                              | 5:35    |
|      |                                                                     |         |
| 1-5. | Underworld – Brilliant Yes That Would Be                            | 10:19   |
|      |                                                                     |         |
| 1-6. | Underworld – Another Silent Way / Drift Poem / Better Than Diamonds | 13:58   |
|      |                                                                     |         |
| 1-7. | Underworld – One True Piano Need Hand                               | 9:42    |
|      |                                                                     |         |
| 2-1. | Underworld – Appleshine (Film Edit)                                 | 9:43    |
|      |                                                                     |         |
| 2-2. | Underworld – Molehill                                               | 5:35    |
|      |                                                                     |         |
| 2-3. | Underworld – Threat Of Rain                                         | 14:42   |
|      |                                                                     |         |
| 2-4. | Underworld – Brussels                                               | 4:31    |
|      |                                                                     |         |
| 2-5. | Underworld – Soniamode (Aditya Game Version)                        | 6:18    |
|      |                                                                     |         |
| 2-6. | Underworld – Appleshine (All The Lights)                            | 5:34    |
|      |                                                                     |         |
| 2-7. | Underworld – Roof Off                                               | 7:10    |
|      |                                                                     |         |
| 3-1. | Underworld – Dune                                                   | 10:32   |
|      |                                                                     |         |
| 3-2. | Underworld –Custard Speedtalk                                       | 9:42    |
|      |                                                                     |         |
| 3-3. | Underworld – This Must Be Drum Street                               | 7:36    |
|      |                                                                     |         |
| 3-4. | Underworld – Pinetum                                                | 13:45   |
|      |                                                                     |         |
| 3-5. | Underworld – Poet Cat                                               | 5:41    |
|      |                                                                     |         |
| 3-6. | Underworld – Do Breakers Trip                                       | 3:33    |
|      |                                                                     |         |
| 3-7. | Underworld – Seven Music Drone                                      | 8:18    |
|      |                                                                     |         |
| 4-1. | Underworld – Listen To Their No                                     | 5:49    |
|      |                                                                     |         |
| 4-2. | Underworld – Schiphol Test                                          | 8:35    |
|      |                                                                     |         |
| 4-3. | Underworld – Hundred Weight Hammer                                  | 4:15    |
|      |                                                                     |         |
| 4-4. | Underworld – Doris                                                  | 4:24    |
|      |                                                                     |         |
| 4-5. | Underworld – Altitude Dub                                           | 8:08    |
|      |                                                                     |         |
| 4-6. | Underworld & Ø [Phase] – Border Country                             | 6:56    |
|      |                                                                     |         |
| 4-7. | Underworld – Big Bear                                               | 4:28    |
|      |                                                                     |         |
| 5-1. | Underworld – Toluca Stars (Film Edit)                               | 10:17   |
|      |                                                                     |         |
| 5-2. | Underworld – Mile Bush Pride                                        | 1:35    |
|      |                                                                     |         |
|      |                                                                     | 3:40:36 |
|      |                                                                     |         |

#### Drift Series 1
Lista według Discogs:
| 1. | Underworld – Another Silent Way                                           | 5:32  |
|    |                                                                           |       |
| 2. | Underworld, Ø [Phase] – Dexters Chalk autor – Ashley Burchett (Ø [Phase]) | 5:24  |
|    |                                                                           |       |
| 3. | Underworld – Low Between Zebras narrator – Matthew Trevannion             | 2:59  |
|    |                                                                           |       |
| 4. | Underworld – Universe Of Can When Back saksofon – Lewis Evans             | 5:35  |
|    |                                                                           |       |
| 5. | Underworld – Brilliant Yes That Would Be                                  | 10:19 |
|    |                                                                           |       |
| 6. | Underworld – Another Silent Way / Drift Poem / Better Than Diamonds       | 13:58 |
|    |                                                                           |       |
| 7. | Underworld – One True Piano Need Hand                                     | 9:42  |
|    |                                                                           |       |
|    |                                                                           | 53:29 |
|    |                                                                           |       |

| 1. | Underworld – Appleshine flet – Lewis Evans skrzypce – Georgia Ellery | 9:43  |
|    |                                                                      |       |
| 2. | Underworld – Molehill                                                | 5:35  |
|    |                                                                      |       |
| 3. | Underworld – Threat Of Rain                                          | 14:42 |
|    |                                                                      |       |
| 4. | Underworld – Brussels                                                | 4:31  |
|    |                                                                      |       |
| 5. | Underworld – Soniamode (Aditya Game) autor – Aditya Chakrabortty     | 6:18  |
|    |                                                                      |       |
| 6. | Underworld – Appleshine (All The Lights)                             | 5:34  |
|    |                                                                      |       |
| 7. | Underworld – Roof Off                                                | 7:10  |
|    |                                                                      |       |
|    |                                                                      | 53:33 |
|    |                                                                      |       |

| 1. | Underworld – Dune chórki – Mika Hyde                                    | 10:32 |
|    |                                                                         |       |
| 2. | Underworld – Custard Speedtalk                                          | 9:42  |
|    |                                                                         |       |
| 3. | Underworld – This Must Be Drum Street                                   | 7:36  |
|    |                                                                         |       |
| 4. | Underworld – Pinetum                                                    | 13:45 |
|    |                                                                         |       |
| 5. | Underworld – Poet Cat saksofon – Lewis Evans, skrzypce – Georgia Ellery | 5:41  |
|    |                                                                         |       |
| 6. | Underworld – Do Breakers Trip                                           | 3:33  |
|    |                                                                         |       |
| 7. | Underworld – Seven Music Drone                                          | 8:18  |
|    |                                                                         |       |
|    |                                                                         | 59:07 |
|    |                                                                         |       |

| 1. | Underworld – Listen To Their No                                            | 5:49  |
|    |                                                                            |       |
| 2. | Underworld – Schiphol Test flet – Lewis Evans, skrzypce – Georgia Ellery   | 8:35  |
|    |                                                                            |       |
| 3. | Underworld – Hundred Weight Hammer gitara basowa – Tyler Hyde              | 4:15  |
|    |                                                                            |       |
| 4. | Underworld – Doris                                                         | 4:24  |
|    |                                                                            |       |
| 5. | Underworld – Altitude Dub                                                  | 8:08  |
|    |                                                                            |       |
| 6. | Underworld, Ø [Phase] – Border Country autor – Ashley Burchett (Ø [Phase]) | 6:56  |
|    |                                                                            |       |
| 7. | Underworld – Big Bear                                                      | 4:28  |
|    |                                                                            |       |
|    |                                                                            | 42:35 |
|    |                                                                            |       |

| 1. | Underworld – Toluca Stars                                                    | 10:17   |
|    |                                                                              |         |
| 2. | Underworld – Mile Bush Pride                                                 | 1:35    |
|    |                                                                              |         |
| 3. | Underworld – Imagine A Box                                                   | 6:02    |
|    |                                                                              |         |
| 4. | Underworld – Tree And Two Chairs flet, saksofon – Lewis Evans                | 13:31   |
|    |                                                                              |         |
| 5. | Underworld, Ø [Phase] – Give Me The Room autor – Ashley Burchett (Ø [Phase]) | 9:24    |
|    |                                                                              |         |
| 6. | Underworld – S T A R                                                         | 3:37    |
|    |                                                                              |         |
| 7. | Underworld – Doscientos                                                      | 7:43    |
|    |                                                                              |         |
| 8. | Underworld – Two Arrows                                                      | 3:19    |
|    |                                                                              |         |
| 9. | Underworld – A Moth At The Door                                              | 4:44    |
|    |                                                                              |         |
|    |                                                                              | 1:00:12 |
|    |                                                                              |         |

| 1. | Underworld And The Necks – Altitude Dub Continuum                                                                         | 31:10   |
|    | |         |
| 2. | Underworld And The Necks – A Very Silent Way autorzy – Chris Abrahams, Lloyd Swanton, Tony Buck, Karl Hyde, Rick Smith    | 10:33   |
|    | |         |
| 3. | Underworld And The Necks – Appleshine Continuum autorzy – Chris Abrahams, Lloyd Swanton, Tony Buck, Karl Hyde, Rick Smith | 34:14   |
|    | |         |
|    | | 1:15:57 |
|    | |         |

| 1.  | Underworld – Appleshine flet – Lewis Evans, skrzypce – Georgia Ellery      | 8:37  |
|     |                                                                            |       |
| 2.  | Underworld – This Must Be Drum Street                                      | 4:26  |
|     |                                                                            |       |
| 3.  | Underworld – Listen To Their No                                            | 5:44  |
|     |                                                                            |       |
| 4.  | Underworld, Ø [Phase] – Border Country autor – Ashley Burchett (Ø [Phase]) | 6:51  |
|     |                                                                            |       |
| 5.  | Underworld – Mile Bush Pride                                               | 1:34  |
|     |                                                                            |       |
| 6.  | Underworld – Schiphol Test skrzypce – Georgia Ellery                       | 4:43  |
|     |                                                                            |       |
| 7.  | Underworld – Brilliant Yes That Would Be flet – Lewis Evans                | 6:04  |
|     |                                                                            |       |
| 8.  | Underworld – S T A R (Rebel Tech)                                          | 3:45  |
|     |                                                                            |       |
| 9.  | Underworld – Imagine A Box                                                 | 6:02  |
|     |                                                                            |       |
| 10. | Underworld – Custard Speedtalk                                             | 9:45  |
|     |                                                                            |       |
|     |                                                                            | 57:31 |
|     |                                                                            |       |

| 1.  | Underworld – Drift Trailer                                                                                          | 1:53    |
|     | |         |
| 2.  | Underworld – Another Silent Way                                                                                     | 3:59    |
|     | |         |
| 3.  | Underworld, Ø [Phase] – Dexters Chalk autor – Ashley Burchett (Ø [Phase])                                           | 5:30    |
|     | |         |
| 4.  | Underworld – Low Between Zebras narrator – Matthew Trevannion                                                       | 3:07    |
|     | |         |
| 5.  | Underworld – Universe Of Can When Back saksofon – Lewis Evans                                                       | 3:08    |
|     | |         |
| 6.  | Underworld, The Necks – A Very Silent Way autorzy – Chris Abrahams, Lloyd Swanton, Tony Buck, Karl Hyde, Rick Smith | 5:07    |
|     | |         |
| 7.  | Underworld – Appleshine flet – Lewis Evans                                                                          | 9:33    |
|     | |         |
| 8.  | Underworld – Molehill                                                                                               | 4:13    |
|     | |         |
| 9.  | Underworld – Threat Of Rain                                                                                         | 15:13   |
|     | |         |
| 10. | Underworld – Brussels                                                                                               | 4:23    |
|     | |         |
| 11. | Underworld – Soniamode (Aditya Game) autor – Aditya Chakrabortty                                                    | 6:23    |
|     | |         |
| 12. | Underworld, The Necks – Appleshine Continuum                                                                        | 47:21   |
|     | |         |
| 13. | Underworld – Dune chórki – Mika Hyde                                                                                | 11:16   |
|     | |         |
| 14. | Underworld – Custard Speedtalk                                                                                      | 10:22   |
|     | |         |
| 15. | Underworld – This Must Be Drum Street                                                                               | 6:09    |
|     | |         |
| 16. | Underworld – Pinetum                                                                                                | 12:14   |
|     | |         |
| 17. | Underworld – Poet Cat saksofon – Lewis Evans, skrzypce – Georgia Ellery                                             | 5:47    |
|     | |         |
| 18. | Underworld – Listen To Their No                                                                                     | 5:54    |
|     | |         |
| 19. | Underworld – Schiphol Test skrzypce – Georgia Ellery                                                                | 8:42    |
|     | |         |
| 20. | Underworld – Hundred Weight Hammer gitara basowa – Tyler Hyde                                                       | 4:23    |
|     | |         |
| 21. | Underworld – Doris                                                                                                  | 3:25    |
|     | |         |
| 22. | Underworld – Altitude Dub                                                                                           | 8:15    |
|     | |         |
| 23. | Underworld, Ø [Phase] – Border Country autor – Ashley Burchett (Ø [Phase])                                          | 7:06    |
|     | |         |
| 24. | Underworld – Toluca Stars                                                                                           | 10:14   |
|     | |         |
| 25. | Underworld – Mile Bush Pride                                                                                        | 2:55    |
|     | |         |
| 26. | Underworld – Imagine A Box                                                                                          | 6:08    |
|     | |         |
| 27. | Underworld – Tree And Two Chairs flet, saksofon – Lewis Evans                                                       | 13:35   |
|     | |         |
| 28. | Underworld, Ø [Phase] – Give Me The Room autor – Ashley Burchett (Ø [Phase])                                        | 9:28    |
|     | |         |
| 29. | Underworld – S T A R                                                                                                | 3:44    |
|     | |         |
| 30. | Underworld – Brilliant Yes That Would Be                                                                            | 6:13    |
|     | |         |
|     | | 4:05:40 |
|     | |         |

Do box setu dołączono 80-stronicową książkę artystyczną dokumentującą roczny proces twórczy.
650 kopii zostało ręcznie ponumerowanych i podpisanych przez Karla Hyde’a i Ricka Smitha, wyłącznie dla ich sklepu internetowego na underworldlive.com.
- wykonawcy – Karl Hyde, Rick Smith, The Necks (utwory: „A Very Silent Way”, „Appleshine Continuum”), Ø [Phase] (utwory: „Dexters Chalk”, „Border Country”, „Give Me The Room”)
- producent – Rick Smith

#### Drift Series 1 – Complete
12 czerwca 2020 roku zawartość box setu z 2019 roku została wznowiona nakładem Smith Hyde Production w formie digital download (40 plików FLAC). Wydawnictwo zawieralo utwory z tych samych CD, które weszły w skład box setu, jedynie zamiast Series 1 Films znalazły się w nim nagrania koncertowe Underworld z Amsterdamu:
RicksDubbedOutDriftExperience (Live in Amsterdam)
| 1. | Underworld – Mary (Live in Amsterdam)                         | 7:06    |
|    |                                                               |         |
| 2. | Underworld – Harry (Live in Amsterdam)                        | 8:40    |
|    |                                                               |         |
| 3. | Underworld – Jenny (Live in Amsterdam)                        | 6:52    |
|    |                                                               |         |
| 4. | Underworld & Ø [Phase] – Give Me The Room (Live in Amsterdam) | 9:03    |
|    |                                                               |         |
| 5. | Underworld – Brussels (Live in Amsterdam)                     | 4:55    |
|    |                                                               |         |
| 6. | Underworld – Pinetum (Live in Amsterdam)                      | 11:15   |
|    |                                                               |         |
| 7. | Underworld – Seven Music Drone (Live in Amsterdam)            | 7:08    |
|    |                                                               |         |
| 8. | Underworld – Threat Of Rain (Live in Amsterdam)               | 13:18   |
|    |                                                               |         |
| 9. | Underworld – Meredith (Live in Amsterdam)                     | 3:17    |
|    |                                                               |         |
|    |                                                               | 1:11:34 |
|    |                                                               |         |
18 września nakładem Caroline International wznowiony został box set z 2019 roku z dołączoną płytą CD z nagraniami koncertowymi zespołu; w tym samym dniu wytwórnia wydała również cyfrową wersję Drift Series 1 – Complete z 12 czerwca.

## Odbiór

### Opinie krytyków
| Oceny łączne      | Oceny łączne |
| Publikacja        | Ocena        |
| ----------------- | ------------ |
| Album of the Year | 83/100       |
| AnyDecentMusic?   | 8.2/10       |
| Metacritic        | 86/100       |
| Recenzje          |              |
| Publikacja        | Ocena        |
| The Arts Desk     | [ 25 ]       |
| Clash             | 9/10         |
| Mojo              | [ 24 ]       |
| The Music         | [ 27 ]       |
| The Observer      | [ 28 ]       |
| PopMatters        | 9/10         |
| Q                 | [ 24 ]       |
| The Quietus       | [ 24 ]       |
| RYM               | 3.47/5       |
| The Scotsman      | [ 31 ]       |
| Sputnikmusic      | 4.5/5        |
| Uncut             | [ 24 ]       |
| Under the Radar   | 8/10         |

Album otrzymał powszechne pochwały na podstawie 8 recenzji krytycznych.
„Drift Series 1 to wspaniały materiał i świetne przypomnienie, kiedy techno było raczej ścieżką dźwiękową do czasów, w których podekscytowani redaktorzy tabloidów dostawali szału, niż kiepskim tłem muzycznym, które później towarzyszyło wszystkiemu, od telewizyjnych reklam samochodów, gier komputerowych po wizyty w sklepach sieciowych na High Street” – uważa Guy Oddy z The Arts Desk.
Celine Teo-Blockey z Under the Radar oceniając wysoko album podsumowuje przy okazji rolę zespołu w brytyjskiej muzyce tanecznej: „Smith i Hyde byli obecni w początkach brytyjskiego Summer of Love, kiedy to house przeniósł się z chicagowskich magazynów na otwarte przestrzenie w całej Anglii. Pomogli oni wyprowadzić house z podziemia na listy przebojów, zmieniając na zawsze kulturę taneczną. Underworld pozostają protoplastami i nadal doskonalą się w elektronice osadzonej w ludzkim sercu – niezależnie od tego, jak bardzo zautomatyzowane są ich wokale, wyczarowują oni stany emocjonalne, nawet z dala od parkietu. A tutaj [na Drift Series] nadal rzeźbią nowe szczyty w ciągle ewoluującym cyfrowym blasku”.
Według Maca McNaughtona z magazynu The Music Underworld „w zadziwiający sposób dokonał rzeczy niewiarygodnej: sześć płyt, które nie sprawiają wrażenia przytłaczających czy pobłażliwych. Drift konsekwentnie przyspiesza, potem płynie w innym kierunku, by następnie znów wystartować w nowym.” „Ciesz się tą jazdą” – zachęca recenzent.
Bardzo wysoko ocenił wydawnictwo Paul Carr z magazynu PopMatters dając mu 9 punktów z 10 możliwych. W jego ocenie „stwierdzenie, że Drift Series 1 to wciągające doświadczenie jest niedopowiedzeniem. To album, który zaprasza do rozbicia namiotu i zaszycia się w nim na miesiąc. Tak czy inaczej, zespół stworzył sześć bardzo różnych, równie genialnych albumów Underworld, i to tylko wtedy, gdy zdecydujesz się słuchać ich w sposób ciągły. Piękno tego projektu polega na tym, że można zanurzyć się w nim i z niego zrezygnować, albo ułożyć utwory w dowolny sposób na swoich listach odtwarzania. (…) Zarówno Rick Smith jak i Karl Hyde brzmią jak natchnieni, ten pierwszy kieruje muzykę w niezbadane rejony, podczas gdy Hyde nieustannie pokazuje, dlaczego jest tak niedocenianym, genialnym tekściarzem z kupletami, które mogą być nonsensowne, ale równie dobrze mogą być najgłębiej genialną rzeczą, jaką kiedykolwiek słyszeliście”. Drift to „oszałamiająca artystyczna wypowiedź muzyków, nie tylko głęboko zanurzonych w procesie twórczym, ale także wyzwolonych przez szalone wyzwanie, które postawili sobie nieco ponad rok temu” – podsumowuje autor.
Eero Holi z magazynu Clash uważa iż Drift jest „ świadectwem możliwości, jakie otwiera cyfrowy krajobraz: bezpośrednie zaangażowanie fanów, ekskluzywne pobrania i przedsprzedaż biletów, wszystko. Biorąc wszystkie te pomysły i korzystając z nich, Underworld wkracza tam, gdzie większość artystów boi się stąpać”.
„Fakt, że Drift potrafi nieść poważne polityczne i socjologiczne przesłanie, zachowując przy tym lekkość i humor, pokazuje nam, jakimi rzemieślnikami są Karl Hyde i Rick Smith” – dowodzi Simon Tucker z magazynu Louder Than War.
Esme Bennett z magazynu The Quietus ocenia, że „elementy zaskoczenia i znajomości współpracują ze sobą, tworząc głęboką, ciemną i wspaniałą dziurę, nie do opanowania z samej swojej natury i pięknie chaotyczną. Wszystkie istotne składniki Underworld są tam obecne. Hipnotyzujący i monotonny wokal Karla Hyde’a, glitchowe techno Ricka Smitha i dezorientujące acidowe syntezatory często wchodzą w skład tej mieszanki, ale [też] często nowe elementy ujawniają nową stronę wciąż rosnącego pastwiska Underworld”.

### Listy tygodniowe
| Kraj            | Lista                  | Pozycja |
| --------------- | ---------------------- | ------- |
| Belgia          | Ultratop (Flandria)    | 89      |
| Holandia        | Dutch Charts           | 60      |
| Szkocja         | Scottish Albums Chart  | 30      |
| Wielka Brytania | UK Albums Chart        | 68      |
| Wielka Brytania | UK Dance Albums        | 3       |
| Wielka Brytania | UK Download Albums     | 85      |
| Wielka Brytania | UK Physical Albums     | 24      |
| Wielka Brytania | UK Record Store Albums | 11      |
| Wielka Brytania | UK Sales Albums        | 26      |
| Wielka Brytania | UK Vinyl Albums        | 10      |

### Wyróżnienia
Album w 2019 roku zajął:
- 1. miejsce na liście The 25 Best Electronic Albums of 2019 magazynu PopMatters[46].
- 15. miejsce na liście The 70 Best Albums of 2019 tego samego magazynu[47].
- 28. miejsce na liście MOJO's 75 Best Albums of 2019 magazynu Mojo[48].